# Nicholas Godsick
Nicholas Godsick (* 15. September 2004 in Hunting Valley, Ohio) ist ein US-amerikanischer Tennisspieler.

## Persönliches
Godsicks Mutter, Mary Joe Fernández, war selbst Tennisspielerin, gewann sieben WTA-Titel und schaffte es bis auf Platz 4 der Weltrangliste. Nicholas Vater, Tony Godsick, ist Sportagent und repräsentierte Roger Federer, bevor Nicholas ein Jahr alt war. Er selbst sieht in Federer einen Freund und Mentor.

## Karriere
Godsick spielte bis 2022 auf der ITF Junior Tour. In der Jugend-Rangliste erreichte er Rang 23. Bei den Grand-Slam-Turnieren schaffte er es im Einzel nie in die zweite Runde. Im Doppel konnte er direkt bei seinem ersten großen Turnier, den French Open 2021,  mit Ethan Quinn das Halbfinale erreichen. Ein Jahr später schaffte er dasselbe Resultat erneut bei den French Open zu erzielen.
Im Jahr 2022 spielte Godsick seine ersten Profiturniere. Im Einzel verlor er bei allen drei Einsätzen auf der ITF Future Tour in der ersten Runde, während er im Doppel zwei Matches gewann. In Cleveland gewann er mit Dominic Stricker sogar das erste Match auf der ATP Challenger Tour. Den ersten Einsatz auf der ATP Tour hatte Michelsen dank einer Wildcard im Doppel der US Open, wo er mit seinem Junioren-Doppelpartner Quinn zusammen antrat. In der ersten Runde überraschten sie Nikolos Bassilaschwili und Hans Hach Verdugo und gewannen in zwei Sätzen. In der zweiten Runde verloren sie favorisierte kroatische Paarung Nikola Mektić und Mate Pavić. Die Wildcard hatte Godsick im Vorfeld durch den Sieg im Doppel bei den U18-Meisterschaften gewonnen. Durch die Punkte konnte sich Godsick in den Top 500 der Doppel-Weltrangliste platzieren.
Er hat für 2023 einen Vertrag mit der Stanford University unterschrieben, wo er auch College Tennis spielen wird.